# ミトリダテス6世
ミトリダテス6世エウパトル（ラテン語: Mithridates VI Eupator, ギリシア語: Μιθριδάτης, 紀元前132年 - 紀元前63年）は、小アジアにあったポントス王国の国王（在位：紀元前120年 - 紀元前63年）。小アジア一帯に勢力を広げ、共和政ローマの東方における覇権に挑戦し、3次にわたって戦火を交えた。エウパトル・ディオニソス（ギリシア語: Εὐπάτωρ Δῐόνῡσος）、ミトリダテス大王とも呼ばれる。

## 生涯

### 幼少期からポントス王即位まで
エウパトルはポントス国王ミトリダテス5世エウエルゲテスとラオディケ6世の長子として紀元前132年にポントス王国の王都シノーペで誕生した。母ラオディケはセレウコス朝のアンティオコス4世エピファネスの娘として、セレウコス朝の源流であるヘレニズム以来のギリシア文化と地元シリアに根付くオリエント文化を理解した教養豊かな人物であり、エウパトルも母の影響を受けて、幼少期より学術・言語・武術いずれにも秀でた才能を示したとされる。
エウパトルは次期王位継承者の1人であり、父が紀元前120年に死亡（暗殺とも言われる）すると王位を継いでミトリダテス6世と名乗った。しかし権力争いが生じミトリダテス6世が未だ幼少であったこともあって、ポントス王国の統治権は母が掌握しミトリダテス6世は監禁された。
母達によって命を狙われたものの、辛くも逃れると共に王宮より逃亡して数年間を荒野で過ごした後、紀元前120年にクーデターにより母を軟禁してポントス国王の座を手中に収めた（母は数年後に死去したと伝えられる）。クーデターにより王位を得た前後にミトリダテス6世の妹ながら妻としたラオディケ以外の兄弟全員を殺害した。

### 周辺勢力との争い
王位についたミトリダテス6世は黒海及びアナトリア地方へ領土を広げる野心を持つようになる。まずは紀元前101年までに黒海東岸にあったコルキス王国（現在のグルジア）を征服。またスキタイの脅威に直面していたクリミアのタウリカ及びボスポロス王国に対して、ミトリダテス6世はスキタイの脅威から防衛すると約束し、両国は見返りにミトリダテス6世の傘下に入った。
ポンティック・ステップでの勢力争いもあって、スキタイは数次に亘ってクリミアへ侵攻したものの失敗、次いでスキタイと同盟していたサルマタイ人と戦い、ディオファントス率いるポントス軍がこれを大いに破って、スキタイ及びサルマタイにもミトリダテス6世を盟主とすることを受け入れさせた。
黒海周辺を概ね制覇したミトリダテス6世はローマの影響力が増しつつあるアナトリア地方へ触手を伸ばし、ビテュニア王ニコメデス3世と共謀してパフラゴニア及びガラティアを分割支配することを企んだが、ビテュニアがこれに反してローマと同盟を結び、ミトリダテス6世への対抗姿勢を鮮明にした。また、カッパドキアの支配権を巡る戦いでビテュニアを破ったが、ビテュニアに対して紀元前95年及び紀元前92年の2度に亘ってローマが公然と支援していたことから、ローマとポントスの戦いは必至の情勢となった。
紀元前94年にニコメデス3世が死亡、後継として息子のニコメデス4世が即位したものの、ローマによる傀儡政権であったことから、ミトリダテス6世はニコメデス4世の打倒を企てた。ここに至り、ニコメデス4世はポントス王国に対して宣戦を布告（ローマによる煽動もあった）。ミトリダテス6世は軍を率いてマルマラ海を抜けてビテュニアへ侵攻した為、ニコメデス4世は即座に逃亡した。
ポントス王国はイオニア（ギリシア）系とアナトリア系の都市から構成されていたが、王族は首都がギリシア系住民の多く住むシノーペへ移されて以降は完全にギリシア化していたこともあって、ミトリダテスはキュロス2世、ダレイオス1世、セレウコス1世、アレキサンダー大王の如くギリシア世界とペルシアを含む東方世界の融合を目指すことを誇称、ミトリダテス6世自身もヘレニズム世界の王者を自称した。但し、結果的にはミトリダテス6世の持つ野心を実現する為のプロパガンダに過ぎなかった。
とは言え、ギリシア人にとってはミトリダテス6世の心の内が何であれ、黒海沿岸や東方世界、そしてローマといった「蛮族」からギリシアを守ると宣言したポントス軍に対しては、ロドス島でローマ軍を包囲した際にアテネを含むギリシア都市がミトリダテス6世の軍を歓迎したように、ミトリダテス6世に対して一定の支持を与えた。

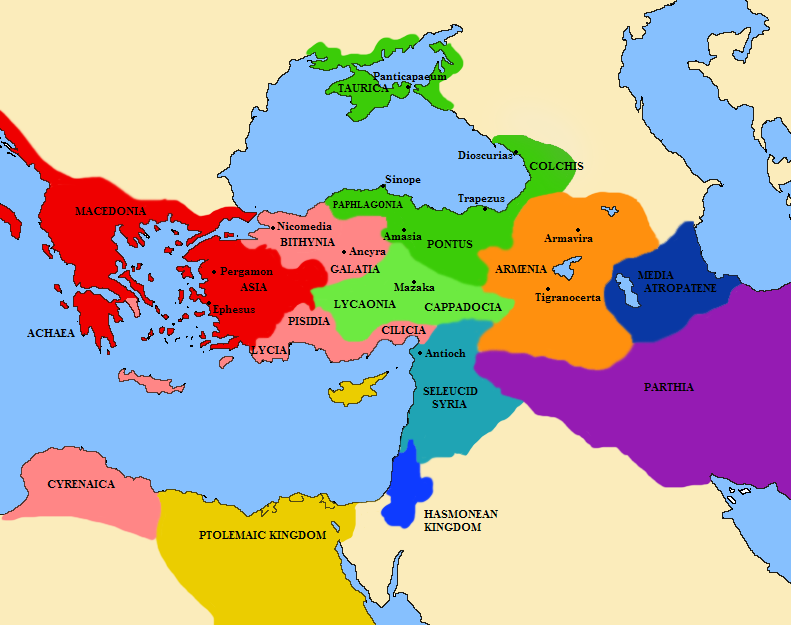
紀元前89年頃の東地中海およびオリエント
ポントス王国
共和政ローマ
アルタクシアス朝

また、同年にはポントスと隣接するアルタクシアス朝（アルメニア王国）のティグラネス2世へ娘のクレオパトラを嫁がせ、アルメニアとも同盟関係を締結した。

### ローマとの戦争
伝えられるところによれば、紀元前88年に西アナトリアを征服した後に、ミトリダテス6世はそこに住む全てのローマ人の殺害を命令し、男・女・子供の別は無く約8万人のローマ人が殺害されたとされる（この事件は「Asiatic Vespers」として知られる）。カッパドキア王アリオバルザネス1世も追放、息子のアリアラテス9世を王位に就けた。
ミトリダテス6世がギリシアへの侵入を企てたことにより、ルキウス・コルネリウス・スッラはミトリダテス追討の為に軍を率いてギリシアに向かったが、その直後にスッラ不在のローマに民衆派のガイウス・マリウスが軍を率いて攻め込みローマ市を制圧。マリウスが全権を掌握すると共にスッラに与する閥族派を殺害するに及んだものの、マリウスは暫く後に死亡した。マリウス死後に実権を握ったキンナはミトリダテス6世討伐の「正規軍」を派遣（実態はスッラへの対応）したことから、ミトリダテス6世にとっては眼前のスッラ率いるローマ軍を挟撃できる好機でもあったが、スッラ軍と2度戦って共に敗北した。それでも不利な情勢にあるスッラに対し有利な条件で講和を結ぶよう手回ししたが、スッラは応じずミトリダテス6世は撤兵を余儀なくされた（第一次ミトリダテス戦争）。
紀元前83年、ローマ軍が先の戦争で結んだ講和を破り、カッパドキア及びポントス領へと侵攻。ミトリダテス6世はローマへ抗議の使者を送ると共に軍を率いて迎撃してローマ軍を撃破。その後の講和で若干ながら領土を得た（第二次ミトリダテス戦争）。
紀元前74年、ローマがビテュニアを併合（実際にはビテュニア王ニコメデス4世がローマへ領土を遺贈）したことに異を唱えアルメニアやボスポロスと結んでビテュニアを攻撃。ローマと再び戦端を開いた。最初にルキウス・リキニウス・ルクッルス、次にグナエウス・ポンペイウスと相対し、一時期は優位に戦況を進めるが最終的にミトリダテス6世の敗北に終わった（第三次ミトリダテス戦争）。

### 最期
第三次ミトリダテス戦争での敗北後、ミトリダテス6世はコルキスを経由しボスポロスへ逃れ、息子の1人である総督のMachares(en)を頼ったものの、既に王国はローマ人によって再編成され、ミトリダテス6世への協力に消極的であった。
ミトリダテス6世はMancharesを殺害し事実上ボスポロス王国を乗っ取った後、ローマを倒すため兵を募り、イベリア王国（en）やカフカス・アルバニア王国からの支援も受けて再度の抵抗を試みたが、紀元前63年に息子のファルナケス2世に反乱を起こされ、形勢不利を悟ったミトリダテス6世はパンティカパイオンへ退き、自ら命を絶った。これを知ったローマ兵は「ミトリダテス1人の死は敵兵10,000の殺戮に相当する」として祝杯を挙げたという。
遺体はファルナケス2世からポンペイウスの元に送られ、後にシノーペに埋葬された。ポントスとボスポロスはファルナケス2世が継承した。

## エピソード

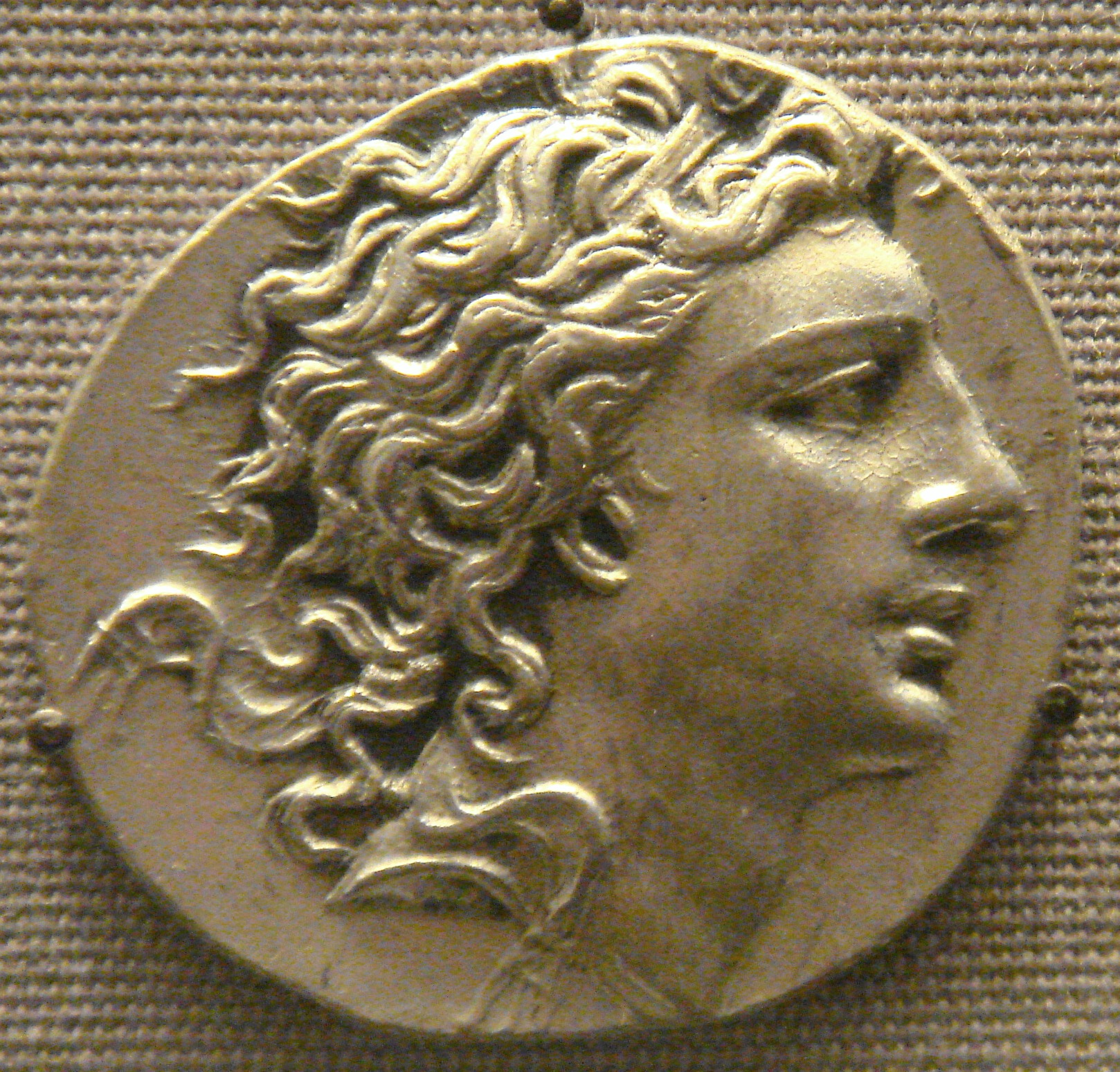
ミトリダテス6世を表した硬貨

- 最期は自ら命を絶ったミトリダテス6世であったが毒殺を恐れて日頃から毒薬を服用し、耐性を身につけていたために死に至らず、苦しんだ末に最期まで付き従った忠実な部下であったビトゥイトゥス（Bituitus）に命じて自らを殺させたとされる。この時に仰いだ毒薬はヒヨドリバナ属の一種から抽出されたとされ、ヒヨドリバナ属の植物には、ミトリダテス6世の称号エウパトル（ギリシャ語で「良き父」を意味する）にちなみ「Eupatorium」の名が冠せられている。
- 多くの政敵から命を狙われる立場であったミトリダテス6世は毒に関する数多くの研究を行っており、世界初の解毒剤とされる「ミトリダティウム（Mithridatium）」の製造に関った。「ミトリダティウム」はアヘン、没薬、サフラン、生姜、シナモンおよびトウゴマ（ヒマ）等を含んでいたとされ、囚人を実験体として効用を試した。なお、ミトリダテス6世の死後に「ミトリダティウム」はローマへ伝わり、ネロ帝の侍医であったアンドロマコス（Andromachus）によって改良され、後に万病薬「テリアカ（Theriac）」として発展することとなった。
- 大プリニウスによるとミトリダテス6世は支配下に置いた国で使用されていた22の言語全てを通訳無しで会話することが出来、かつ抜群の記憶力の持ち主であったとされる。大プリニウスのこの話は『伝奇集』（ホルヘ・ルイス・ボルヘス著）の一編である「記憶の人フネス」でも触れられている。
- 上述したようにミトリダテス6世は「エウパトル・ディオニュシウス」の名でも知られる。その由来となる「ディオニューソス」はギリシア神話の神であり、ミトリダテス6世がギリシアに対して並々ならぬ思い入れを持っていたことがここからも窺える。
- モーツァルトは自身のオペラ・ハウスデビュー作として、ミトリダテス6世の生涯を題材とした歌劇「ポントの王ミトリダーテ」を作曲した（初演は1770年12月26日ミラノ宮廷劇場（現：スカラ座）。この時モーツァルトは14歳であった）。
- ミトリダート法（英語版） - 人間に毒を少量ずつ投与し、毒への耐性を得る方法。ミトリダテス6世が由来